# Hernani (miasto)
Hernani – gmina w Hiszpanii, w prowincji Guipúzcoa, w Kraju Basków, o powierzchni 39,81 km². W 2011 roku gmina liczyła 19 284 mieszkańców.